# Усойници
Усойниците (Vipera) са род отровни змии от семейство Отровници (Viperidae).

## Разпространение и местообитание
Представителите на този род са разпространени от Северна Африка до Полярния кръг и от Британските острови до Далечния изток. Те могат да бъдат намерени навсякъде по Стария свят, най-вече в Европа, от Португалия до Турция. Те могат да бъдат открити и на някои острови в Средиземно море (Сицилия, Елба и Монтекристо) и Обединеното кралство. Също така се срещат и в района на Магреб в Африка и в северните части на Алжир и Тунис. Много видове могат да бъдат открити и в планините на Кавказ, части от Ирак, Йордания, Израел и Сирия. В Източна Азия е открит само един вид – усойницата, най-вече в Северна Корея, и северните части на Китай и Монголия.
В България са регистрирани 4 вида: усойница (V. berus), пепелянка (V. ammodytes), остромуцунеста усойница (V. ursinii) и аспида (V. aspis), като последните два вида са изчезнали от територията на страната.
Повечето видове предпочитат хладни места. В по-южните области се срещат на по-голяма надморска височина и в сухи и каменисти местности, а на север – в низините и на места с повече растителност и влага.

## Описание
Членовете на този род обикновено са дребни и достигат на дължина до около един метър, като най-големият от тях е пепелянката, която може да достигне максимална дължина от 95 cm, а най-дребният е V. monticola, достигащ максимална дължина от 40 cm.
Тялото на усойницата е относително дебело, а главата е ясно отделена от тялото, триъгълна по форма и при повечето видове са покрита с малки люспи. При някои от видовете се наблюдава някакъв рог на главата, или непосредствено зад носа.
Цветовата схема и камуфлажът на усойниците варират в широки граници – от сивкав основен цвят с тъмнокафяви напречни ленти до по-кафяви цветове със сиви напречни ленти, обградени с черно, какъвто е случая на пепелянката.
Всички видове живеят на повърхността на земята и са живораждащи.

## Отрова
Всички усойници са отровни и отровата на повечето видове съдържа както невротоксини, така и хемотоксини. Ефектът от ухапването варира значително, но рядко е толкова силен, колкото при ухапване от по-едрите Macrovipera или Daboia.

## Видове
| Вид            | Автор                                | Подвидове* | Българско име                                                | Разпространение                                                                                 | Картинка |
| -------------- | ------------------------------------ | ---------- | ------------------------------------------------------------ | ----------------------------------------------------------------------------------------------- | -------- |
| V. ammodytes   | (Linnaeus, 1758)                     | 4          | Пепелянка                                                    | Словакия, Унгария, Югоизточна Европа, Турция, Сирия, Грузия.                                    |          |
| V. aspisT      | (Linnaeus, 1758)                     | 4          | Аспида, каменарка                                            | Франция, Североизточна Испания, Югозападна Германия, Швейцария, Италия, Северозападна Словения. |          |
| V. barani      | Böhme & Joger, 1984                  | 0          |                                                              | Северозападна Турция.                                                                           |          |
| V. berus       | (Linnaeus, 1758)                     | 2          | Обикновена усойница                                          | Евразия.                                                                                        |          |
| V. darevskii   | Vedmederja, Orlov & Tuniyev, 1986    | 0          |                                                              | Армения, Грузия.                                                                                |          |
| V. dinniki     | Nikolsky, 1913                       | 0          |                                                              | Северен Кавказ, Грузия, Азербайджан.                                                            |          |
| V. kaznakovi   | Nikolsky, 1909                       | 0          | Кавказка усойница                                            | Североизточна Турция, Грузия, Южна Русия.                                                       |          |
| V. latastei    | Bosca, 1878                          | 1          |                                                              | Югозападна Европа, Северозападна Африка.                                                        |          |
| V. lotievi     | Nilson et al., 1995                  | 0          | Лотиева усойница, усойница на Лотиев                         | Голям Кавказ.                                                                                   |          |
| V. monticola   | Saint-Girons, 1954                   | 0          |                                                              | Висок Атлас в Мароко.                                                                           |          |
| V. nikolskii   | Vedmederja, Grubant & Rudajewa, 1986 | 0          | усойница на Николски                                         | Централна Украйна.                                                                              |          |
| V. palaestinae | Werner, 1938                         | 0          |                                                              | Сирия, Йордания, Израел, Ливан.                                                                 |          |
| V. pontica     | Billing, Nilson & Sattler, 1990      | 0          |                                                              | Североизточна Турция.                                                                           |          |
| V. raddei      | Boettger, 1890                       | 0          | Арменска усойница                                            | Източна Турция, Северозападен Иран, Армения, Азерайджан, Ирак.                                  |          |
| V. seoanei     | Lataste, 1879                        | 1          |                                                              | Югозападна Франция, Северна Испания, Северна Португалия.                                        |          |
| V. ursinii     | (Bonaparte, 1835)                    | 0          | Степна усойница, остромуцунеста усойница, урсиниева усойница | Евразия.                                                                                        |          |
| V. wagneri     | Nilson & Andrén, 1984                | 0          | Вагнерова усойница                                           | Източна Турция, Северозападен Иран.                                                             |          |

* – Без номинатния подвид (типична форма).
T – Типичен вид.